# Deepa Mehta
Deepa Mehta (ur. 1 stycznia 1950 w Amritsarze, Indie) – indyjsko-kanadyjska reżyserka filmowa i scenarzystka pracująca w Toronto i Delhi.

## Życiorys
Przed wyjazdem w 1973 roku do Kanady ukończyła studia na Uniwersytecie w Delhi uzyskując stopień naukowy w filozofii.
Zaczynała od pisania scenariuszy do filmów dla dzieci. Zadebiutowała reżyserując film Sam & Me (z Omem Puri), historię relacji młodego Indusa i starszego żydowskiego gentlemana z sąsiedztwa. Akcja filmu dzieje się w Toronto. Film został nagrodzony w 1991 roku na Festiwalu Filmowym w Cannes. W następnym filmie (Camilla 1994) zagrały Bridget Fonda i Jessica Tandy.
W 2014 roku wyreżyserowała film Exclusion (z Amitabhem Bachchanem i Johnem Abrahamem). Film opowiada prawdziwą historię, która zdarzyła się w Vancouver. W 1914 roku Kanada odmówiła zejścia na ląd z japońskiego statku Komagata Maru 376 pasażerom pochodzącym z Pendżabu w Indiach, gdzie doświadczali brytyjskich opresji. 340 Sikhów, 24 muzułmanów i 12 hinduistów zawrócono do Kalkuty, gdzie w proteście przed ich powrotem do Pendżabu otwarto do nich ogień i zabito 20 osób.

## Trylogia

### Ogień (Fire, 1996)
Ogień to pierwszy film trylogii. Akcja jego dzieje się we współczesnych Indiach. Ze względu na motywy homoseksualne film wzbudził kontrowersje w Indiach oraz spotkał się z odrzuceniem hinduskich ekstremistów i wycofywano go z kin.

### Ziemia (Earth, 1998)
Ziemia (1998) (w Indiach pt. 1947: Earth) opowiada historię podziału Indii dokonanego przez wycofujących się z okupowanego kraju Brytyjczyków w 1947 z punktu widzenia młodej dziewczyny z rodziny Parsów.
Ziemia (z Aamirem Khanem, Kulbhushanem Kharbandą, Nanditą Das i debiutującym Rahulem Khanna w rolach głównych i muzyką A.R. Rahmana) był indyjskim kandydatem do Oscara dla najlepszego filmu obcojęzycznego.

### Woda (Water, 2005)
Ostatni film trylogii Woda (2005 z Johnem Abrahamem i Kulbhushanem Kharbandą w rolach głównych) rozgrywa się w 1930 roku w aśramie dla wdów. Był pierwszym niefrancuskojęzycznym filmem wyprodukowanym w Kanadzie, który został nominowany do nagrody Oscara dla najlepszego filmu obcojęzycznego. Film, którego akcja dzieje się w Waranasi, ze względu na groźby ekstremistów hinduistycznych nagrywany był na Sri Lance.

## Filmografia
- Sam & Me (1991)
- Camilla (1994)
- Ogień (1996)
- Ziemia (1998)
- Bollywood/Hollywood (2002)
- Republic of Love (2003)
- Woda  (2005)
- Niebo na ziemi (2008)
- Luna (2008)
- Exclusion (2009)